# Jaroslav Augusta
Jaroslav Augusta (4. září 1878, Humpolec – 28. února 1970, Banská Štiavnica) byl český malíř působící na Slovensku.

## Život
Narodil se v Humpolci, v rodině místního kupce Petra Augusty. Měl ještě mladšího bratra Karla, který byl rovněž zručným malířem. V letech 1897–1901 studoval u profesora M. Pirnera na AVU v Praze , později (1901–1904) na akademii v Mnichově u J. Hertericha a K. Marra. Malířské vzdělání dovršil soukromým studiem u Joži Uprky, který jej nadchl pro národopisnou tematiku. V roce 1901 se podílel na založení malířské kolonie na Detvě a v roce 1903 patřil k zakladatelům Grupy uhersko-slovenských malířů, která byla ojedinělým vystoupením pronárodě orientovaných umělců.
Do rodného města se vrátil na šest měsíců jako rekonvalescent po první světové válce. Činný byl nejen organizátorsky, ale především výtvarně. Byl silně ovlivněn evropskou plenérovou malbou a slovenskou krajinou. Vynikal také jako autor žánrových a sociálně laděných obrazů, ve kterých dokázal zachytit svérázné lidské typy včetně etnografických prvků. Tvořil v podtatranské obci Važec a jeho obrazy, především akvarely, jsou trvalou připomínkou této dědiny. Procestoval a malířsky zpracoval celý Liptov. V roce 1920 se trvale usadil v Banské Štiavnici, kde se stal profesorem kreslení.
Svými obrazy je Augusta zastoupen v řadě galerií na Slovensku i v cizině, a na uměleckých aukcích patří mezi žádané autory. Jako nestor slovenských výtvarných umělců dostal titul zasloužilého umělce. V roce 1960 vydal autobiografickou knihu Spomienky.
Zemřel v Banskej Štiavnici 18. února 1970 ve věku devadesáti jedna let.

## Dílo
- Slepá z Detvy, 1903
- Jano Obetko z Detvy, 1906
- Izba v Starom Važci, 1926